# Florence Waren
Florence Waren (1917-2012), née Sadie Rigal, est une danseuse sud-africaine qui s'est produite au Bal Tabarin,.    

## Biographie
En 1938, Florence Waren s'installe en Europe — en provenance de l'Afrique du Sud — et est rapidement embauchée par le Bal Tabarin. En 1939, une place au Ballet russe de Monte-Carlo lui est proposée, mais la Seconde Guerre mondiale éclate avant même qu'elle ait pu joindre la troupe de danse.
Pendant  l'occupation de Paris, le Bal Tabarin est fréquenté par des officiers allemands ; elle s'y produit alors. Inconnue des Allemands, elle est juive, mais elle est encore internée pendant plusieurs mois à la fin des années 1940 comme ennemi étranger, car en tant que Sud-Africaine, elle est citoyenne britannique. Après sa libération, elle retourne au Bal Tabarin et s'allie à Frédéric Apcar pour former le duo dansant « Florence et Frédéric ». Ils deviennent célèbres, apparaissant sur scène avec des artistes comme Édith Piaf et Maurice Chevalier, tandis que Waren aide en même temps la Résistance française,. Elle cache des camarades juifs dans son appartement, les aide à trouver leur chemin d’une maison à l’autre, fait passer en contrebande des fournitures et des armes à la Résistance française et, après une représentation en Allemagne pour les prisonniers de guerre français, recueille les lettres que les prisonniers avaient écrites à leurs proches et qui, si elles étaient découvertes, auraient pu la transformer en prisonnière. En 1944, Frédéric loue une maison dans la banlieue pour la cacher ainsi que plusieurs autres artistes juifs après avoir appris qu’elle allait être arrêtée.
En 1949, Florence épouse Stanley Waren, qu'elle a rencontré en se produisant à New York au Copacabana avec Frédéric. Elle a ensuite quitté le duo de danse mais a prévu un remplacement ; Frederic meurt en 2008. Florence séjourne à New York avec Stanley et apparaît dans les émissions de Kate Smith et Ed Sullivan, ainsi que dans des pièces de théâtre.  Elle chorégraphie également des spectacles dirigés par Stanley en Afrique, à Taiwan et en Chine. De 1973 à 1983 environ, elle est professeure de théâtre et de danse au City College et dirige le département pendant une partie de cette période. Elle est également membre du jury de danse du Conseil des arts de l'État de New York.
Elle meurt en 2012 et sa nécrologie est incluse dans une collection de notices nécrologiques publiée par le New York Times en 2012.
Son fils Mark Waren crée un documentaire intitulé Dancing Lessons sur sa vie. Il a également réalisé deux documentaires sur ses amis, Romance and Resistance et The Count of Montmarte. Romance and Resistance concerne Gisy Varga —  une danseuse nue d'origine hongroise au Bal Tabarin — qui a eu une liaison avec un médecin juif et l'a caché des nazis. Le comte de Montmarte parle de Mario Lembo, un aristocrate italien devenu interprète et membre de la compagnie itinérante de Joséphine Baker, qui a soutenu la résistance et aidé les juifs.